# Lophosia marginata
Lophosia marginata là một loài ruồi trong họ Tachinidae.